# Décès en novembre 2008
Décès
- 2004
- 2005
- 2006
- 2007
- 2008
- 2009
- 2010
- 2011
- 2012

Pour une information complémentaire, voir la page d'aide.

## Novembre 2008
| Date         | Nom                           | Activités                                                                                           | Âge | Source |
| ------------ | ----------------------------- | --------------------------------------------------------------------------------------------------- | --- | ------ |
| 1er novembre | Jimmy Carl Black              | Musicien américain. Batteur et chanteur des Mothers of Invention de 1964 à 1969.                    | 70  |        |
| 1er novembre | Thomas Ludolphy               | Musicien allemand. Chanteur de Rough Silk de 1995 à 2007.                                           | 34  |        |
| 1er novembre | Jacques Piccard               | Océanographe suisse. Premier homme à descendre en sous-marin dans la fosse des Mariannes.           | 86  |        |
| 1er novembre | Rosetta Reitz                 | Historienne du jazz et féministe américaine                                                         | 84  |        |
| 1er novembre | Yma Sumac                     | Chanteuse péruvienne.                                                                               | 86  |        |
| 2 novembre   | John Daly                     | Cinéaste et producteur britannique.                                                                 | 71  |        |
| 2 novembre   | Jim Koleff (en)               | Joueur puis entraîneur suisse de hockey sur glace.                                                  | 54  |        |
| 2 novembre   | Jacques Lunis                 | Athlète français, vice champion olympique en 1948                                                   | 85  |        |
| 2 novembre   | Ahmed al-Mirghani             | Homme politique soudanais. Président du Soudan de 1986 à 1989.                                      | 67  |        |
| 3 novembre   | Madelyn Dunham (en)           | Grand-mère de Barack Obama.                                                                         | 86  |        |
| 3 novembre   | Jean Fournet                  | Chef d’orchestre français.                                                                          | 95  |        |
| 3 novembre   | Pierre Lohner                 | Peintre et dessinateur français.                                                                    | 74  |        |
| 4 novembre   | Lennart Bergelin              | Joueur et entraîneur suédois de tennis.                                                             | 83  |        |
| 4 novembre   | Gérald Coppenrath             | Homme politique français. Sénateur de Polynésie de 1959 à 1962.                                     | 86  |        |
| 4 novembre   | Michael Crichton              | Écrivain de science-fiction, scénariste et producteur de films américain.                           | 66  |        |
| 4 novembre   | Rosella Hightower             | Danseuse étoile franco-américaine. Directrice de ballet à l'Opéra de Paris et à la Scala de Milan.  | 88  |        |
| 4 novembre   | Byron Lee                     | Musicien jamaïcain.                                                                                 | 73  |        |
| 4 novembre   | Sydney Lucas                  | Vétéran britannique de la Première Guerre mondiale.                                                 | 108 |        |
| 4 novembre   | Juan Camilo Mouriño Terrazo   | Homme politique et économiste mexicain. Ministre de l'intérieur dans le cabinet de Felipe Calderón. | 37  |        |
| 5 novembre   | Félix Lebuhotel               | Coureur cycliste français                                                                           | 86  |        |
| 5 novembre   | Michel Phlipponneau           | Géographe français et militant breton.                                                              | 87  |        |
| 6 novembre   | Larry James                   | Athlète américain. Double médaillé aux Jeux olympiques d'été de 1968.                               | 61  |        |
| 7 novembre   | Amulette Garneau              | Comédienne canadienne.                                                                              | 80  |        |
| 7 novembre   | Mieczysław Rakowski           | Homme politique polonais. Premier ministre (1988-1989) puis premier secrétaire du PZPR (1989-1990). | 81  |        |
| 7 novembre   | Francine Ségeste              | Écrivaine, poète, militante féministe et écologiste française.                                      | 73  |        |
| 8 novembre   | Régis Genaux                  | Entraîneur et footballeur belge.                                                                    | 35  |        |
| 9 novembre   | Fernand Goux                  | Vétéran français (pas officiellement reconnu) de la Première Guerre mondiale.                       | 108 |        |
| 9 novembre   | Claude Viseux                 | Peintre et sculpteur français.                                                                      | 81  |        |
| 10 novembre  | Kiyoshi Itō                   | Mathématicien japonais.                                                                             | 93  |        |
| 10 novembre  | Miriam Makeba                 | Chanteuse sud-africaine.                                                                            | 76  |        |
| 10 novembre  | Raphaël Tellechéa             | Footballeur français.                                                                               | 78  |        |
| 10 novembre  | Wannes Van de Velde           | Chanteur et poète belge.                                                                            | 71  |        |
| 11 novembre  | Madia Diop                    | Homme politique et syndicaliste sénégalais.                                                         | 80  |        |
| 11 novembre  | Herb Score                    | Joueur américain de baseball.                                                                       | 75  |        |
| 12 novembre  | Georges Dufaux                | Cinéaste français.                                                                                  | 82  |        |
| 12 novembre  | François Geeraerts            | Footballeur belge                                                                                   | 81  |        |
| 12 novembre  | Mitch Mitchell                | Musicien britannique. Batteur du Jimi Hendrix Experience.                                           | 61  |        |
| 12 novembre  | Serge Nigg                    | Compositeur français.                                                                               | 84  |        |
| 12 novembre  | Henri Spade                   | Producteur de télévision français.                                                                  | 87  |        |
| 12 novembre  | Henri d'Attilio               | Homme politique français. Ancien sénateur et député des Bouches-du-Rhône.                           | 81  |        |
| 13 novembre  | Abdelouahab Benmansour        | Historiographe du royaume du Maroc                                                                  | 88  |        |
| 13 novembre  | François Caradec              | Écrivain français.                                                                                  | 84  |        |
| 13 novembre  | Ahmed Lakhdar Ghazal          | Directeur de l'Institut de l'Arabisation au Maroc.                                                  | 90  |        |
| 13 novembre  | Mustapha Oukacha              | Homme politique marocain. Président de la Chambre des conseillers.                                  | 75  |        |
| 14 novembre  | Jacques Bonnecarrère          | Producteur de télévision français. Créateur de l'émission Automoto sur TF1.                         | 82  |        |
| 14 novembre  | Irving Gertz                  | Compositeur américain de musiques de films.                                                         | 93  |        |
| 14 novembre  | Tsvetanka Hristova            | Athlète bulgare. Championne du monde du lancer du disque en 1991.                                   | 46  |        |
| 14 novembre  | Charles Le Quintrec           | Écrivain français.                                                                                  | 82  |        |
| 15 novembre  | Fons Bastijns                 | Footballeur international belge.                                                                    | 61  |        |
| 15 novembre  | Glen Brand                    | Lutteur américain. Médaillé d'or en lutte libre aux Jeux olympiques d'été de 1948.                  | 85  |        |
| 15 novembre  | Jan Krugier                   | Marchand d'art suisse. Grand galériste d'art moderne, responsable de la collection Marina Picasso.  | 80  |        |
| 16 novembre  | Charles Werquin               | Animateur de télévision français.                                                                   | 42  |        |
| 17 novembre  | Jean-Marie Demange            | Homme politique français. Député de la Moselle.                                                     | 65  |        |
| 17 novembre  | Mohamed El Habib Fassi-Fihri  | Diplomate marocain et juge permanent au Tribunal pénal international pour l'ex-Yougoslavie (TPIY)   | 76  |        |
| 17 novembre  | Taisiya Sergeevna Osintseva   | Neurologue russe.                                                                                   | 85  |        |
| 17 novembre  | Guy Peellaert                 | Peintre et graphiste belge.                                                                         | 74  |        |
| 17 novembre  | Michel Vaucher                | Alpiniste suisse.                                                                                   | 72  |        |
| 18 novembre  | George C. Chesbro             | Écrivain américain.                                                                                 | 68  |        |
| 18 novembre  | Alexandre Sacha Putov         | Peintre israélien.                                                                                  | 68  |        |
| 18 novembre  | Manuel Castro Ruiz            | Archevêque mexicain.                                                                                | 90  |        |
| 18 novembre  | Émile Temime                  | Historien français.                                                                                 | 82  |        |
| 19 novembre  | Carole Caldwell               | Joueuse de tennis américaine. Finaliste des Internationaux des États-Unis en 1964.                  | 65  |        |
| 19 novembre  | John Michael Hayes            | Scénariste et producteur de cinéma américain.                                                       | 89  |        |
| 19 novembre  | Charles Matton                | Peintre, sculpteur et cinéaste français.                                                            | 77  |        |
| 19 novembre  | Tatiana Zagorskaïa            | Joueuse d'échecs biélorusse.                                                                        | 48  |        |
| 20 novembre  | René David                    | Président de la Fédération Française de Basket-Ball de 1985 à 1992.                                 | 81  |        |
| 20 novembre  | Boris Fyodorov                | Ministre des finances de la Russie (1990, 1993-1994)                                                | 50  |        |
| 22 novembre  | MC Breed (en)                 | Rappeur américain.                                                                                  | 36  |        |
| 22 novembre  | Mario Fernando Hernandez (en) | Homme politique hondurien. Vice-président du Congrès national.                                      | 42  |        |
| 22 novembre  | Ibrahim Nasir                 | Homme politique maldivien. Président de la République des Maldives de 1968 à 1978.                  | 82  |        |
| 23 novembre  | Frits Böttcher                | Professeur de chimie physique néerlandais.                                                          | 93  |        |
| 23 novembre  | Richard Hickox                | Chef d'orchestre britannique.                                                                       | 60  |        |
| 23 novembre  | Robert Lucas                  | Chanteur et guitariste américain. Membre du groupe Canned Heat de 1994 à 2006.                      | 46  |        |
| 23 novembre  | Jean Markale                  | Écrivain français.                                                                                  | 80  |        |
| 24 novembre  | Élie Cohen                    | Professeur d'économie français. Président de l'Université Paris-Dauphine de 1994 à 1999.            | 62  |        |
| 24 novembre  | Armand Guidolin               | Ancien joueur et entraîneur de hockey sur glace canadien.                                           | 82  |        |
| 24 novembre  | Ryōhei Hirose                 | compositeur japonais                                                                                | 78  |        |
| 24 novembre  | Goran Simic                   | Chanteur d'opéra serbe.                                                                             | 55  |        |
| 25 novembre  | William Dowd                  | Facteur de clavecins américain.                                                                     | 86  |        |
| 25 novembre  | Kenny MacLean (en)            | Musicien canadien. Bassiste du groupe Platinum Blonde.                                              | 52  |        |
| 26 novembre  | Christian Fechner             | Producteur, scénariste et réalisateur français.                                                     | 64  |        |
| 26 novembre  | Loumia Hiridjee               | Entrepreneuse française. Fondatrice de la marque de lingerie féminine Princesse tam.tam.            | 46  |        |
| 26 novembre  | Edna Parker                   | Citoyenne américaine. Doyenne de l'humanité.                                                        | 115 |        |
| 26 novembre  | Edwin Salpeter                | Astro-physicien austro-américain.                                                                   | 84  |        |
| 26 novembre  | De'Angelo Wilson              | Acteur américain.                                                                                   | 29  |        |
| 27 novembre  | Patricia Marand               | Actrice de théâtre américaine.                                                                      | 74  |        |
| 27 novembre  | Paul Wyczynski                | Historien de la littérature et professeur canadien. Spécialiste de l'œuvre d'Émile Nelligan.        | 87  |        |
| 29 novembre  | Hugh Laddie                   | Juge britannique.                                                                                   | 62  |        |
| 29 novembre  | Jørn Utzon                    | Architecte danois.                                                                                  | 90  |        |
| 30 novembre  | Beatrix Beck                  | Écrivain française d'origine belge.                                                                 | 94  |        |
| 30 novembre  | Michel Boulnois               | Organiste et compositeur français.                                                                  | 101 |        |
| 30 novembre  | Munetaka Higuchi              | Musicien japonais. Batteur du groupe Loudness.                                                      | 49  |        |
| 30 novembre  | Hubert "Pit" Martin           | Hockeyeur sur glace canadien, ayant joué en NHL avec Détroit, Boston, Chicago et Vancouver.         | 64  |        |
| ? novembre   | József Bielek                 | Homme politique hongrois.                                                                           | 74  | (hu)   |